# 폐후 위씨

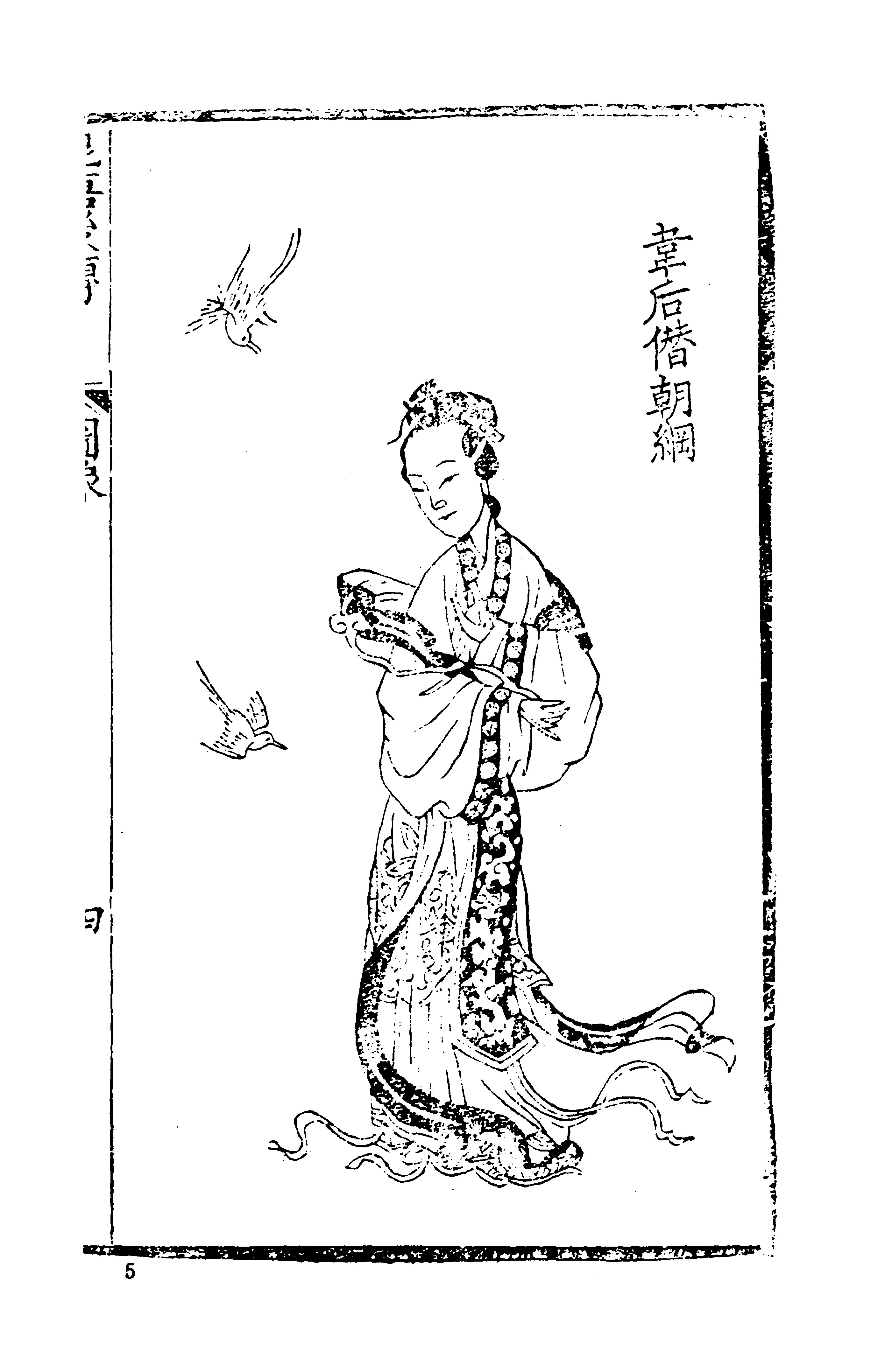

폐후 위씨(皇后 韋氏, 660년경 ~ 710년)는 당나라 제4대 황제 당 중종 이현의 계비이다. 폐위되어 시호는 없으나, 생전 존호는 순천익성황후(順天翊聖皇后)이다.

## 생애
본래 궁녀로 들어왔으나 당시 주왕이던 이현의 총애를 받았고, 거기에다 이현의 정실인 왕비 조씨마저 죽고, 이현이 황태자에 오르자 황태자비가 되었다. 683년에 당 고종 이치가 붕어하자 이현은 황제에 올랐으며 위씨 역시 황후에 올랐다. 위씨는 자신의 부친 위현정을 시중으로 삼아달라 청탁하였고 이현은 쾌히 승낙하였다. 하지만 배염 등의 대신이 위현정의 시중 임명을 반대하자 이현은 자신이 위현정에게 천하를 준다 한들 안될 게 무엇이냐고 화를 냈다. 배염은 이 사실을 당시 조정을 장악하고 있었던 황태후 무씨에게 고했고, 무씨는 이현을 황제에서 폐위시키고 위씨도 폐위시켰다. 이현과 위씨는 균주(均州), 방릉(房陵) 지역에서 14년이라는 세월을 보냈다. 이현은 폐위되고 난 뒤 어머니가 보낸 사신이 찾아오면 매번 겁을 먹고 자결하려 하였으나 그때마다 위씨가 그를 위로하며 "화와 복은 무시로 변하는 것인데 어찌 자결하려 하십니까" 하고 말했다. 이처럼 오랜 세월 위씨의 격려와 도움으로 목숨을 부지한 이현은 훗날 복위하게 된다면 모든 것을 황후의 뜻에 따르겠다고 다짐했다.
690년에 황태후 무씨가 국호를 당에서 주로 바꾸고 황제에 자리에 올랐다. 699년에는 남편 이현이 모황(母皇) 무씨에 의해 다시 황태자에 올랐다. 705년, 시어머니인 무씨가 죽고 남편이 황제에 다시 오르자, 위씨 또한 다시 황후가 되었다. 위씨의 부친 위현정은 상락왕에 봉해졌고, 모친도 비(妃)로 봉해졌다. 본래부터 권력에 대한 욕심이 있었던 위씨는 중종의 국사를 처리할 때마다 발을 치고 앉아 간섭하였으며 이현 또한 위씨와 함께 조정에 들었다. 위씨는 총애하던 작은딸 안락공주의 시아버지 무삼사를 신임하여 수시를 그를 궁에 불러들여 쌍륙을 두며 놀았고 이내 사통하는 사이가 되었다. 이현도 황후가 신임하는 무삼사를 재상으로 임명하고 무슨 일이든 그와 의논하게 되었다. 위씨와 무삼사는 이현의 옹립에 공을 세운 장간지를 비롯해 많은 대신들을 조정에서 내쫓고 살해하였으며 딸 안락공주와 함께 30만 전의 뇌물을 받고 마음대로 관직을 제수하여 조정에 관직이 넘쳐나게 되었다.
위씨는 죽은 시어머니처럼 여제(女帝)에 오르려는 정치적 야망을 품었고, 딸인 안락공주 또한 이복오빠 이중준을 제치고 스스로가 황태녀가 되어 제위에 오르고 싶어했다. 위기를 느낀 이중준은 707년 대장군 이다조와 함께 무삼사의 집에 쳐들어가 무삼사와 그의 아들 무숭훈(안락공주의 남편)을 죽였지만 군사가 적어 관군에 잡혀 죽었다. 710년에는 지방 관료 연흠융이 이현에게 상주서를 올려 위황후가 정사에 간섭하여 나라를 어지럽히고 있다고 호소하였다. 위씨는 자신의 심복인 병부상서 종초객(宗楚客)을 시켜 연흠융을 죽이게 했는데, 이 사건으로 이현의 마음이 상한 것을 안 위씨는 딸 안락공주 등과 대책을 논의하였다. 그리고 의술에 능한 산기상시(散騎常侍) 마진객(馬秦客)과 요리에 능한 광록 소경(光祿少卿) 양균(楊均)에게 시켜 전병에 독을 넣었고, 궁녀를 통해 이를 이현에게 먹여 그를 독살하였다.
위씨는 이현의 다른 아들인 16세의 북해왕 이중무를 황제에 앉히고 정권을 장악하였다. 하지만 그녀는 무씨처럼 조정을 완전히 압도하지는 못하였다. 위씨가 상왕 이단, 올케인 태평공주 등을 죽이려 한다는 것을 알게 된 공주의 아들 설숭간은 이를 태평공주에게 알렸고, 공주는 조카인 임치왕(臨淄王) 이융기와 함께 위씨에게 황제 시해의 죄를 물었다. 위씨는 그 해 7월 딸과 함께 이융기가 보낸 군사들에게 사형당하였고 폐서인되었다.